# Cfdisk
cfdisk è un software libero per il partizionamento dei dischi utilizzabile tramite interfaccia a riga di comando che fa parte del pacchetto util-linux-ng.

## Descrizione
cfdisk è un software simile a fdisk ma presenta un'interfaccia differente. Originariamente scritto nel 1992, fa parte del pacchetto util-linux. I vantaggi, rispetto ad altri software di partizionamento che offrono delle funzionalità simili, risiedono nel fatto di poterlo utilizzare in maniera diretta per allargare una partizione estesa purché questa, dopo il suo ultimo settore, presenti dello spazio libero.

## Sintassi
La sintassi tipica di cfdisk è:
```
cfdisk [-agvz] [-c cylinders] [-h heads] [-s sectors-per-track] [-P opt] [device]
[
1
]
```

Se invocato senza parametri, tenta di leggere l'attuale partizione del disco e di mostrarne immediatamente i risultati.

## Schermata
Una schermata dalla versione 2.12r del programma:
```
                                  cfdisk 2.12r

                              Disk Drive: /dev/sda
                        Size: 81964302336 bytes, 81.9 GB
              Heads: 255   Sectors per Track: 63   Cylinders: 9964

    Name        Flags      Part Type  FS Type          [Label]        Size (MB)
 -
    sda2        Boot        Primary   Linux ext3                      106.93
                            Primary   Linux swap       / Solaris      2006.97
    sda3                    Primary   Linux ext3                      79842.80

     [Bootable]  [ Delete ]  [  Help  ]  [Maximize]  [ Print  ]
     [  Quit  ]  [  Type  ]  [ Units  ]  [ Write  ]

                 Toggle bootable flag of the current partition

```